# カルメンという名の女
『カルメンという名の女』（仏語: Prénom Carmen）は、プロスペル・メリメ原作の短編小説『カルメン』（1845年）を原作にしたジャン＝リュック・ゴダール監督による1983年製作の映画作品。 

## 概要
1983年、イタリア・ヴェネツィア国際映画祭において、金獅子賞と「映像と音響の技術的価値に対する特別賞」を受賞した（審査委員長はベルナルド・ベルトルッチ）。
オペラ『カルメン』の著作権保護期間が1983年に切れパブリック・ドメインになったことで各国でさまざまな『カルメン』に想を得た作品が作られた。そうした状況のなかでもゴダールがジョルジュ・ビゼーの楽曲ではなく、ベートーヴェンの『弦楽四重奏曲』をふんだんに使用するなど他の『カルメン』を題材に扱った作品と較べてみても極めて異色な作品となった。
1972年のジガ・ヴェルトフ集団解散以降、ゴダールの公私にわたるパートナーであるアンヌ＝マリー・ミエヴィルは、1975年のゴダール監督作『パート2』以来、ゴダールとの脚本の共同執筆や、『6x2』（1976年）や『うまくいってる?』（1978年）のように共同監督をつづけてきたが、本作が初の単独での脚本執筆作となった。つづいて翌1984年には短篇『マリアの本』（併映『ゴダールのマリア』）で単独での監督デビューを果たす。
プロデューサーのアラン・サルドは、1979年、フランスのグルノーブルからスイスの小村ロールへ拠点を移したゴダールに、『勝手に逃げろ/人生』をつくらせることによって、1968年8月の「商業映画との決別宣言」以来11年ぶりに商業映画の世界に復帰させた男。その後も『ゴダールの探偵』（1985年）、『ヌーヴェルヴァーグ』（1990年）、『フォー・エヴァー・モーツァルト』（1996年）、『愛の世紀』（2001年）、『アワー・ミュージック』（2004年）をプロデュース、ゴダールをほぼ5年おきに商業映画の一線に置き、スターキャスティング作品を演出させ続けることに貢献している。
ゴダールのデビュー長編『勝手にしやがれ』（1960年）から『ウイークエンド』（1967年）までの7年間の「商業映画の時代」に撮影監督を務めたラウール・クタールは、前作『パッション』でゴダールと再会、本作が作品に関わった最後の作品となっている（2007年現在）。
当初カルメン役に予定されていたイザベル・アジャーニは2週間の撮影期間を経て降板。監督と演出上において意見の相違があったと言われる。そのおかげでマルーシュカ・デートメルスという新しいスター女優が生まれることとなった。かつて1960年代に、アンナ・カリーナ、ジュリエット・ベルト、アンヌ・ヴィアゼムスキーといった女優を見出し、世に出してきたゴダール、といった記憶を利用した神話がつくられようとしていた。『ゴダールの探偵』でジュリー・デルピーしかり、アラン・サルドの手腕である。女優に限らず、ジャック・ロジエやジャン・ユスターシュを見出し、彼らを実際に長編デビューに導いたのはまぎれもなくゴダールその人であり、才能を見抜くゴダールの才能は確かなものではあるのだが、こうしてゴダール神話が1980年代に更新されていくことになる。
原題の『Prénom Carmen』とは、仏語で「名まえ カルメン」の意。「Prénom」とは英語でいうファーストネームで、本作においてカルメンにはファーストネームしかなく「Carmen X」と表記される。かつてアメリカ・ネブラスカ州オマハ出身の急進的黒人指導者が姓を捨て、「マルコムX」と名乗ったことが念頭にある。アメリカ黒人の「姓」は本来の彼らの姓ではなく、奴隷所有者が勝手につけたものにすぎないと、未知数を意味する「X」を名乗る。カルメンを旧世界から解き放つゴダールの意図がここに象徴されている。
冒頭「Y a-t-il un Français dans la salle ?（フランス人の観客はいるか）」と叫ぶ精神病院の患者役は、ゴダールの友人で、ジャン・コクトー監督の『オルフェ』（1949年）やジョルジュ・フランジュ監督の『壁にぶつかる頭』（1958年）にも出演していることで知られるヴェテラン俳優・映画監督のジャン＝ピエール・モッキー（1929年 - ）。この台詞と同タイトルの映画作品（日本未公開）を1982年に監督している。

## あらすじ
カルメンX（マルーシュカ・デートメルス）というある若い美しい女性が、映画を撮るための資金を出してくれるよう伯父（ジャン＝リュック・ゴダール）に依頼する。そしてこの試みに、カルメンに恋い焦がれる若者（ジャック・ボナフェ）も巻き込まれていく。

## 作品データ
カラー作品（イーストマン・カラー）/ 上映時間85分 / 上映サイズ1:1.37（スタンダード）

## スタッフ
- 監督: ジャン＝リュック・ゴダール
- 製作:サラ・フィルム、JLGフィルム、アンテーヌ2（仏テレビ局Antenne 2）
- プロデューサー: アラン・サルド
- 脚本: アンヌ＝マリー・ミエヴィル
- 撮影: ラウール・クタール
- 音響: フランソワ・ミュジー
- 音楽: ベートーヴェン、トム・ウェイツ（挿入歌『Ruby's Arm』）

## キャスト
- マルーシュカ・デートメルス（カルメン X）

銀行強盗の一味。　
- ジャック・ボナフェ（ジョゼフ）

カルメンたちが強盗で押し入った銀行の警備員。
- ミリアム・ルーセル（クレール）
- ジャン＝リュック・ゴダール（ジャン伯父さん）
- ジャック・ヴィルレ（ジャムを食べる男）
- クリスティーヌ・ビニエ（助けてと叫ぶ太った女）
- ジャン＝ピエール・モッキー（精神病院の患者）

## 評価
レビュー・アグリゲーターのRotten Tomatoesでは9件のレビューで支持率は89%、平均点は7.80/10となった。

## 国内DVD販売状況
日本国内でDVDが東北新社から2003年に発売された（現在は廃盤）。本来の1：1.37のサイズがなぜか1：1.85のワイドテレビ対応サイズ（いわゆるスクイーズ）に改変されてしまっており、劇場公開時のそれとはかけ離れたような不自然な構図が頻出すること、PALマスター使用により再生時の速度が4パーセント早回しされ見慣れた人間にとっては登場人物の喋る声やサウンドトラックに違和感を覚えること、劇中での男女の陰部露出シーンにおける過剰とも言える修整（いわゆる“ぼかし”）処理等、いささか難のあるソフト化と言わざるをえない。現在は権利がハピネット・ピクチャーズに移り2006年9月29日に再発された（こちらもPALマスター使用による4パーセント早回し盤）。スタンダードサイズのマスターが使用され本来の画面比率での視聴が可能となった。